# Gunther (lutador)
Walter Hahn (Viena, 20 de agosto de 1987) é um lutador profissional austríaco. Ele trabalha atualmente para a WWE, onde atua na marca Raw sob o nome de ringue Gunther. Ele foi duas vezes campeão mundial dos pesos pesados.
Apelidado de Der Ringgeneral (em português: "O General do Ringue"), a gimmick de Gunther é baseada em um estilo de luta rígido e em uma filosofia simbolizada pelo lema Die Matte ist Heilig (em português: "O Tatame é Sagrado"). Ele tem sido consistentemente considerado um dos melhores lutadores do mundo e de todos os tempos, tanto por jornalistas da indústria quanto por outros lutadores.
Hahn ficou inicialmente conhecido pelos nomes Big Van Walter, Big Daddy Walter e simplesmente Walter (às vezes escrito em letras maiúsculas) durante sua passagem na Alemanha com a Westside Xtreme Wrestling (wXw) e outras promoções independentes alemãs. No início de sua carreira, ele competiu no Japão pela Big Japan Pro-Wrestling (BJW) e Pro Wrestling ZERO1 sob a gimmick Big Van Walter, além de ter usado o nome de curta duração Gha-Cha-Ping. Na wXw, ele se tornou três vezes campeão mundial unificado de wrestling e quatro vezes campeão mundial de duplas da wXw. Ele foi uma das figuras mais respeitadas da promoção durante toda a sua passagem, o que o levou a se tornar o treinador chefe da wXw Wrestling Academy quando ela foi inaugurada em 2015, permanecendo até 2020. Ele também se tornou uma figura popular nos circuitos independentes britânico, irlandês e americano, competindo em promoções como Progress Wrestling, Pro Wrestling Guerrilla (PWG) e Over the Top Wrestling (OTT), onde conquistou os respectivos campeonatos mundiais entre 2018 e 2019.
Em novembro de 2018, Hahn assinou com a WWE e foi designado para a marca NXT UK, a irmã britânica da sua marca de desenvolvimento americana, o NXT. Logo depois, ele conquistou o Campeonato do Reino Unido do NXT e o manteve por 870 dias, o maior reinado da história do título, que foi descontinuado, e o oitavo maior reinado de um título individual da WWE. Em janeiro de 2022, ele se transferiu para a marca NXT, onde seu nome de ringue foi alterado para Gunther. Três meses depois, ele se mudou para o plantel principal, no SmackDown. Ali, ele conquistou o Campeonato Intercontinental da WWE, mantendo-o por 666 dias, estabelecendo o recorde tanto para o reinado mais longo do Campeonato Intercontinental quanto para o maior número acumulado de dias como campeão, além de ser o 10º maior reinado de um título individual da WWE. Após perder o título na WrestleMania XL e se transferir para a marca Raw em 2023, Gunther venceu o King of the Ring e o Campeonato Mundial dos Pesos Pesados no SummerSlam de 2024.

## Início de vida
Walter Hahn nasceu em Viena no dia 20 de agosto de 1987. Ele se interessou por luta livre profissional ainda muito jovem, quando um amigo gravou diversos shows da WWE de 1992 a 1996 nos canais RTL e Pro7, além de manter fitas de shows de promoções como a All Japan Pro Wrestling, e deixou Hahn pegar emprestado. Logo, Hahn começou a coletar suas próprias fitas de lutas de wrestling profissional. Ele também foi espectador de vários shows de catch wrestling em Viena desde cedo, vendo lutadores como Fit Finlay, William Regal e Robbie Brookside nesses eventos. Ao mesmo tempo, ele tinha interesse por futebol e jogava como goleiro, mas parou de jogar por volta dos 15 anos de idade. Ele voltou a assistir wrestling profissional durante a Attitude Era e ficou inspirado o suficiente para começar a treinar em Viena sob a orientação de Michael Kovac, um lutador de Linz, na Wrestling School Austria. De acordo com Hahn, Kovac fez com que ele e os outros alunos praticassem wrestling amador para melhorar suas habilidades no wrestling profissional de forma geral. Kovac também cobrava €35 por aulas particulares.

## Carreira na luta livre profissional

### Westside Xtreme Wrestling (2007–2020)
Walter fez sua estréia no Westside Xtreme Wrestling em 4 de maio de 2007, em uma luta que também envolveu Atsushi Aoki, Adam Polak e Tengkwa no pré-show do 16 Carat Gold Tournament.
Ele derrotou Zack Sabre Jr. para ganhar o Campeonato Mundial Unificado de Luta Livre da wXw em 2 de outubro de 2010 em Oberhausen, Alemanha. Ele perdeu o título para Daisuke Sekimoto em 15 de janeiro de 2011, mas o reconquistou no final daquele ano em 2 de maio de 2011, durante um cartão da Big Japan Pro Wrestling em Tóquio, Japão. Ele então manteria o título por 383 dias, antes de perdê-lo para El Generico em 19 de maio de 2012.
No início de maio de 2012, Walter foi derrotado por Yoshihito Sasaki em uma luta para coroar o primeiro Campeonato Mundial de Pesos Pesados Fortes da BJW em Yokohama, Japão. Ele ganhou o título pela terceira vez em 27 de julho de 2014, derrotando Tommy End no Fans Appreciation Night, depois perdeu para Karsten Beck em 17 de janeiro de 2015.

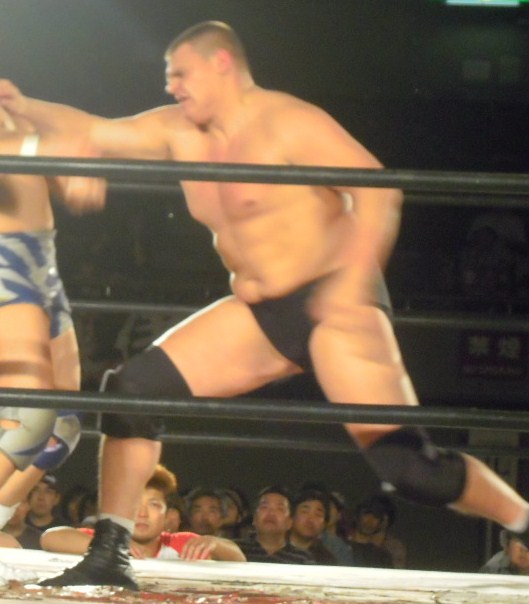
Walter em maio de 2012

Walter e seu parceiro Robert Dreissker derrotaram RockSkillet (Jay Skillet e Jonathan Gresham) para ganhar o wXw World Tag Team Championship no terceiro dia do 16 Carat Gold em 3 de março de 2013. Mais tarde, eles perderiam os títulos em Hamburgo, Alemanha, para Hot and Spicy (Axel Dieter Jr. e Da Mack).[10] Ele fez parceria com Zack Sabre Jr. para ganhar o vago wXw World Tag Team Championship em 4 de outubro de 2015 nas finais do World Tag Team Tournament de 2015, mas renunciou ao título no wXw Fifteenth Anniversary Show em 12 de dezembro de 2015, perdendo para Cerebrus (Ilja Dragunov e Robert Dreissker). Walter e Ringkampf stablemate Timothy Thatcher derrotou Massive Product (David Starr e Jurn Simmons) para ganhar o wXw World Tag Team Championship nas finais da 2017 wXw World Tag Team League em 8 de outubro de 2017.[11] Em 11 de março, Walter e Thatcher perderam os wXw Tag Titles para Da Mack e John Klinger.[12]
Ele foi treinador principal da wXw Wrestling Academy até o início de 2020.[13]

### Progress Wrestling (2015–2019)
Em 24 de maio de 2015, Walter estreou como Big Daddy Walter na Progress Wrestling no Torneio Super Strong Style 16 de 2015 no Electric Ballroom em Londres, perdendo para Rampage Brown na primeira rodada. Os dois se encontraram novamente no final de 2015 no Chapter 23: What A Time To Be Alive! em uma luta notável pela quebra do ringue depois que Brown foi empurrado para o canto. Ele entrou no Torneio Super Strong Style 16 novamente em 2016, chegando às quartas de final antes de ser eliminado por Chris Hero.
Walter participou do torneio para determinar o campeão inaugural da Progress Atlas em 2016, mas terminou o torneio com 2 pontos. No Chapter 47, Ringkampf (Walter, Axel Dieter Jr. e Timothy Thatcher) desafiaram o British Strong Style (Pete Dunne, Trent Seven e Tyler Bate) por todos os seus títulos, em uma luta de trios, mas foram derrotados. Ele derrotou Matt Riddle para vencer o Progress Atlas Championship no Chapter 51: Screaming For Progress na O2 Academy Birmingham. Ele perdeu o título para Riddle um pouco mais de um mês depois, mas o reconquistou no Chapter 55: Chase The Sun em Alexandra Palace em uma luta Three Way que também envolveu Matt Riddle e Timothy Thatcher. No Chapter 68: Super Strong Style 16 Tournament Edition 2018, Walter desocupou o Atlas Championship a fim de perseguir o PROGRESS World Championship, detido por Travis Banks. No Chapter 74: Mid Week Matters, ele derrotou Banks para vencer o título.
Durante a edição de 2019 do Super Strong Style 16, Walter derrotou Trent Seven em uma luta título x título, vencendo o Progress Atlas Championship de Seven. No Chapter 95: Still Chasing, Walter perdeu o Progress Unified World Championship quando Eddie Denis ganhou com sucesso sua oportunidade de título ao derrotar Mark Andrews no Chapter 76. Esta foi uma luta triple threat envolvendo também David Starr.

### Evolve (2017–2019)
Walter estreou na Evolve no Evolve 90 em 11 de agosto de 2017 em Joppa, Maryland, defendendo o Progress Atlas Championship contra Fred Yehi.
Walter lutou sem sucesso pelo WWN Championship na noite seguinte no Evolve 91 em Nova York em uma luta Four Way que também envolveu Matt Riddle, Keith Lee e Tracy Williams. Ele novamente fez um desafio mal sucedido pelo WWN Championship em 9 de dezembro de 2017, quando foi derrotado por Lee no Evolve 96 em Nova York.

### Pro Wrestling Guerrilla (2017–2018)
Walter fez sua estreia na Pro Wrestling Guerrilla (PWG) ao entrar no torneio Battle of Los Angeles 2017, onde foi eliminado pelo eventual finalista Keith Lee na rodada de abertura. Ele foi então derrotado por Ricochet no All Star Weekend 13 - Night One. No dia seguinte, ele obteve sua primeira vitória na PWG ao derrotar Zack Sabre Jr. em uma luta que foi premiada com uma classificação de cinco estrelas por Dave Meltzer no Wrestling Observer Newsletter.
Em janeiro de 2018, Walter fez um desafio sem sucesso pelo PWG World Tag Team Championship junto de seu parceiro de Timothy Thatcher, perdendo para os Chosen Bros (Jeff Cobb e Matt Riddle). Em 21 de abril de 2018, Walter derrotou o campeão Keith Lee e Jonah Rock em uma luta three-way para vencer o PWG World Championship. Walter mais tarde perdeu o título para Jeff Cobb em 19 de outubro.

### Defiant Wrestling (2018)
Foi anunciado que Walter seria adicionado à luta pelo Defiant Internet Championship de David Starr contra Travis Banks no Lights Out. No entanto, Banks não competiu devido a uma lesão no pé. Em vez disso, Walter viria a derrotar Starr para se tornar o desafiante #1 ao título de Banks, que terminaria em um empate no No Regrets. Em 2 de junho, Walter derrotou Banks e Zack Sabre Jr. para vencer o Defiant Internet Championship. Em 30 de dezembro de 2018, Walter perdeu o título para Martin Kirby.

### WWE (2019–presente)

#### Campeão do NXT UK com o reinado mais longo (2019–2021)
Em 12 de janeiro de 2019 no NXT UK TakeOver: Blackpool, Walter fez sua estreia na WWE para a marca NXT UK ao enfrentar o Campeão do Reindo Unido da WWE Pete Dunne após a defesa de título bem sucedida de Dunne. Na semana seguinte, Walter confrontou Dunne e Joe Coffey, deixando claras suas intenções para o campeonato de Dunne. No episódio de 2 de fevereiro de 2019 do NXT UK, Walter fez sua estreia no ringue da WWE contra Jack Starz. Ele derrotou Starz em menos de quatro minutos. No NXT TakeOver: New York, Walter derrotou Dunne para ganhar o Campeonato do Reindo Unido da WWE, terminando o reinado recorde de Dunne em 685 dias.
No episódio de 22 de maio do NXT UK, Walter manteve o Campeonato do Reino Unido contra Dunne em uma revanche, após interferência da União Européia (Fabian Aichner e Marcel Barthel), estabelecendo-se assim como um heel e reunindo Ringkampf sob o novo nome Imperium. A facção mais tarde se juntaria a Alexander Wolfe, depois que ele interferiu em uma luta entre Imperium contra British Strong Style (a equipe de Dunne, Tyler Bate e Trent Seven). No episódio de 26 de junho do NXT UK, Walter manteve seu título contra Travis Banks. No episódio de 3 de julho, Imperium interferiu na luta pelo título do Mustache Mountain contra o Grizzled Young Veterans, fazendo com que o Grizzled Young Veterans retivesse seus títulos. Após a partida, eles machucaram Tyler Bate. Em 31 de agosto no NXT UK TakeOver: Cardiff, Walter manteve seu título contra Tyler Bate. A partida foi muito aclamada.
Na preparação para o evento co-branded NXT UK e NXT, Worlds Collide, Imperium começou a rivalizar com The Undisputed Era (Campeão do NXT Adam Cole, Roderick Strong e Campeões das Duplas do NXT Bobby Fish e Kyle O'Reilly), que foi ainda mais intensificado durante os momentos finais do NXT UK TakeOver: Blackpool II em 12 de janeiro de 2020, quando o grupo atacou Imperium após a defesa de título bem-sucedida de Walter contra Joe Coffey. Durante seu reinado na semana seguinte, o Campeonato do Reino Unido da WWE foi renomeado para Campeonato do Reino Unido do NXT e ele foi presenteado com um design de cinto ligeiramente atualizado, que substituiu o logotipo da WWE no centro pelo logotipo do NXT UK. No episódio de 29 de outubro do NXT UK, Walter manteve o título em uma luta contra Ilja Dragunov em outra luta altamente aclamada. No episódio de 14 de janeiro, Walter enfrentaria A-Kid pelo título do Reino Unido e foi mantido. Em 19 de fevereiro de 2021, Walter se tornou o Campeão do NXT UK com mais tempo de reinado, quebrando o recorde de Pete Dunne de 685 dias, tornando Walter o campeão com o reinado mais longo da história da WWE desde 1988. No episódio de 17 de março do NXT, Walter retornaria à marca NXT e dizimou Tommaso Ciampa. Foi então anunciado que na Noite 1 do NXT TakeOver: Stand & Deliver, Walter defenderia seu título do NXT UK contra Ciampa. No episódio de 24 de março do NXT, Walter derrotou Drake Maverick. Em 5 de abril, seu reinado no campeonato ultrapassou a marca de dois anos. Dois dias depois no Stand & Deliver, Walter manteve seu título contra Ciampa. No dia seguinte, no NXT UK Prelude, Walter defendeu com sucesso seu título contra Rampage Brown. No NXT TakeOver 36, Walter perdeu o título para Dragunov em uma revanche, encerrando seu reinado histórico em 870 dias.

#### Estreia no elenco principal e Campeão Intercontinental (2022–presente)
No episódio especial do NXT 2.0 chamado New Year's Evil em 4 de janeiro de 2022, Walter se juntou aos companheiros estáveis do Imperium Fabian Aichner e Marcel Barthel para enfrentar Riddle e MSK (Nash Carter e Wes Lee) em uma luta de duplas de seis homens, em que saíram derrotados. Depois de ter sua luta final no NXT UK em 13 de janeiro, onde derrotou Nathan Frazer, Walter foi transferido para a marca NXT. No episódio de 18 de janeiro do NXT 2.0, Walter derrotou Roderick Strong no evento principal, após o qual ele anunciou seu novo nome no ringue como Gunther. Em meados de março, Gunther começou uma breve rivalidade com LA Knight quando se ofendeu com o último recebendo uma luta pelo Campeonato do NXT, chamando Dolph Ziggler. Na semana seguinte, após Gunther derrotar Duke Hudson, Knight o desafiou para uma luta no NXT Stand & Deliver, que Gunther venceu. No episódio de 5 de abril do NXT, ele enfrentou o Campeão do NXT Bron Breakker em um combate perdido, que acabou sendo sua última aparição para a marca.
Na edição de 8 de abril de 2022 do SmackDown, Gunther e Marcel Barthel (agora conhecido como Ludwig Kaiser) fizeram sua estreia no elenco principal. Em sua luta de estreia, Gunther derrotou Joe Alonzo em menos de 3 minutos, fechando com um powerbomb. No episódio de 27 de maio de 2022 do SmackDown, Gunther e Kaiser fizeram sua estreia como uma dupla, derrotando Drew Gulak e o Campeão Intercontinental Ricochet. No episódio de 10 de junho de 2022 do SmackDown, Gunther derrotou Ricochet para ganhar o Campeonato Intercontinental, tornando-o o primeiro austríaco a conquistar o título. Em 8 de Setembro de 2023, Gunther se tornou o maior Campeão Intercontinental ininterrupto em um reinado da história do título, ultrapassando o detentor do antigo reinado Honky Tonk Man que possui 454 dias seguidos como campeão.

## Vida pessoal
Hahn está atualmente em um relacionamento com o lutadora profissional Jinny Sandhu, mais conhecida como Jinny, no WWE NXT UK.

## Títulos e prêmios
- CBS Sports
  - Luta do ano (2020) vs. Ilja Dragunov[62]
- Defiant Wrestling
  - Defiant Internet Championship (1 vez)[63]
- European Wrestling Promotion
  - EWP Tag Team Championship (1 vez) – com Michael Kovac[64]
- Fight Club: PRO
  - Infinity Trophy (2018)[65]
- German Stampede Wrestling
  - GSW Tag Team Championship (1 vez) – com Robert Dreissker (The AUTsiders)[66]
- Over The Top Wrestling
  - OTT Championship (1 vez)[67]
- Progress Wrestling
  - Progress Atlas Championship (3 vezes)[23][25][68]
  - Progress Unified World Championship (1 vez)[69]
- Pro Wrestling Fighters
  - PWF Nordeuropäische Wrestling Meisterschaft Championship (1 vez)[70]
- Pro Wrestling Guerrilla
  - PWG World Championship (1 vez)[71]
- Pro Wrestling Illustrated
  - A PWI o colocou na #14ª posição dos 500 melhores lutadores na PWI 500 em 2019[72]
- Rings of Europe
  - 20-man Halloween Rumble (2006)[73]
  - RoE King of Europe #1 Contenders Championship Tournament (2007)[74]
- Westside Xtreme Wrestling
  - wXw Unified World Wrestling Championship (3 vezes)[75]
  - wXw World Tag Team Championship (4 vezes) – com Ilja Dragunov (1), Robert Dreissker (1), Timothy Thatcher (1), e Zack Sabre Jr. (1)[76][77]
  - wXw 16 Carat Gold Tournament (2010)[78]
  - wXw World Tag Team Tournament (2015) – com Zack Sabre Jr.[79]
  - World Tag Team League (2017) – com Timothy Thatcher[76][80]
  - Ambition 11 Tournament (2019)[81]
- Wrestling Observer Newsletter
  - Europe MVP (2018, 2019)[82][83][84]
- WWE
  - NXT United Kingdom Championship (1 vez)[85][86][a]
  - WWE Intercontinental Championship (1 vez)
  - King of the Ring (2024)
  - World Heavyweight Championship (2 vezes) 